# Inekon 12 Trio

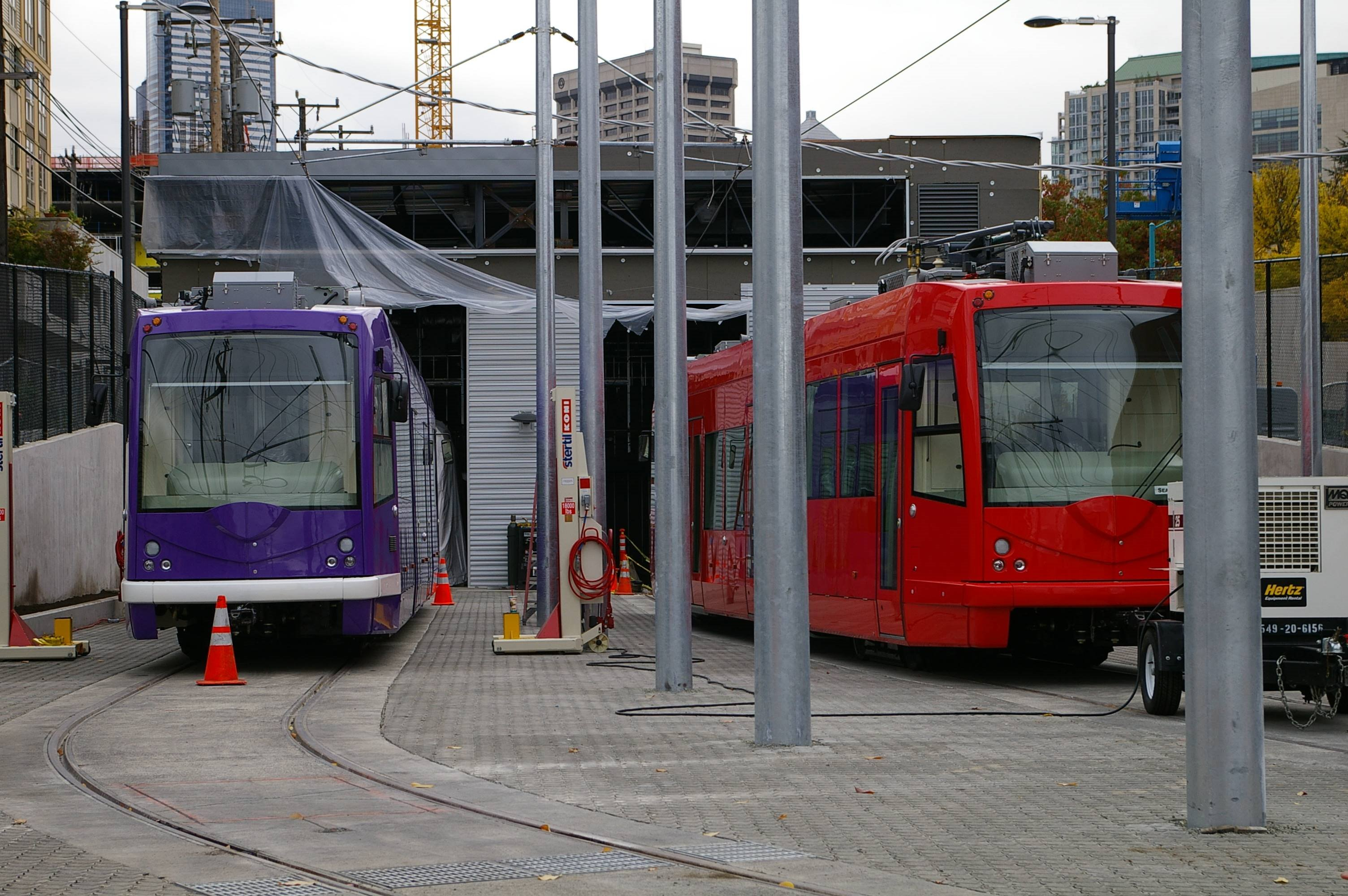
Ještě nezprovozněné vozy 12 Trio ve vozovně v Seattlu

Inekon 12 Trio je česká částečně nízkopodlažní tramvaj, kterou vyráběla firma Inekon Trams v Ostravě. Výroba probíhala v Ústředních dílnách Dopravního podniku Ostrava, se kterým společnost Inekon spolupracovala. Vozy dodané do Seattlu v roce 2015 byly označeny jako typ Inekon 121 Trio.

## Konstrukce
Vůz 12 Trio je odvozen od tramvaje Inekon 01 Trio, který vznikl odvozením z vozu Škoda 03T. Zatímco 01 Trio a 03T jsou tramvaje jednosměrné, 12 Trio je obousměrný typ, který byl vyvinut především pro města v USA.
12 Trio je obousměrný čtyřnápravový motorový částečně nízkopodlažní tramvajový vůz. Skládá se ze tří článků, které jsou spojeny klouby a krycími přechodovými měchy. Vstup do vozu zajišťují na každé straně karoserie troje předsuvné dveře. První dveře (po směru jízdy) jsou vždy jednokřídlé, další dvoje, které jsou umístěny ve středním článku, jsou potom dvoukřídlé.
Oba krajní články (s výškou podlahy 780 mm nad temenem kolejnice – TK) jsou usazeny na neotočných podvozcích, mezi nimi je zavěšen střední článek, který má podlahu ve výši 350 mm nad TK. Nízkopodlažní část tak zabírá 50 % plochy vozu. Elektrická výzbroj je umístěna na střeše tramvaje. Vozy jsou plně klimatizovány včetně prostoru pro cestující.

## Provoz
V letech 2006–2015 vyrobeno 16 vozů.
| Současný stát          | Provoz           | Článek | Typ      | Roky dodávek | Počet vozů | Evidenční čísla | Poznámky                        | Zdroj |
| ---------------------- | ---------------- | ------ | -------- | ------------ | ---------- | --------------- | ------------------------------- | ----- |
| Spojené státy americké | Portland         | článek | 12 Trio  | 2007         | 3 kusy     | 008–010         | pohon ELIN                      |       |
| Spojené státy americké | Seattle          | článek | 12 Trio  | 2007         | 3 kusy     | 301–303         | pohon ELIN                      |       |
| Spojené státy americké | Seattle          | článek | 121 Trio | 2015         | 7 kusů     | 401–407         | pohon ABB, trakční baterie SAFT |       |
| Spojené státy americké | Washington, D.C. | článek | 12 Trio  | 2009         | 3 kusy     | 101–103         | pohon ELIN                      |       |